# Геотехнический мониторинг

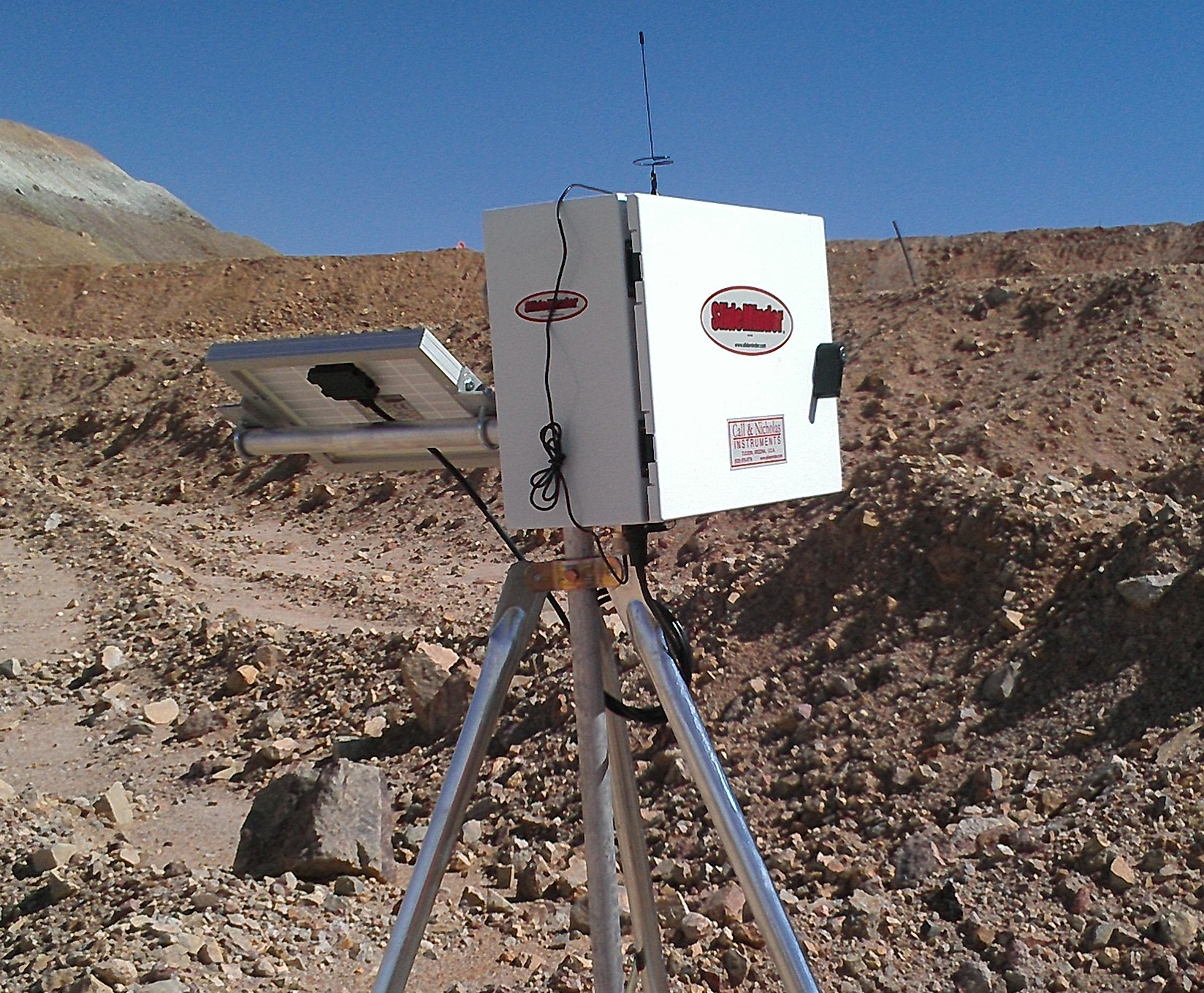
Проводной радиотелеметрический экстензометр, контролирующий деформацию откосов.

Геотехнический мониторинг систематическое измерение и отслеживание изменений формы или размеров объекта в результате напряжений, вызванных приложенными нагрузками. Геотехнический мониторинг в первую очередь относится к области прикладной геодезии, но также может быть связан с гражданским строительством.

## Измерительные устройства
Измерительные устройства (или датчики) можно разделить на две основные группы — геодезические и геотехнические. Оба измерительных устройства можно легко комбинировать в современном мониторинге.
- Геодезические устройства измеряют географически привязанные (относительно установленных местоположений за пределами зоны мониторинга) смещения или перемещения в одном, двух или трех измерениях. Он включает в себя использование таких инструментов, как тахеометры, нивелиры, InSAR [2] и приемники глобальной навигационной спутниковой системы .
- Геотехнические устройства измеряют смещения или перемещения и связанные с ними воздействия или условия окружающей среды без внешней привязки к местности. Он включает использование таких приборов, как экстензометры,[3] пьезометры, манометры, дождемеры, термометры, барометры, наклономеры,[4] акселерометры, сейсмометры и т. д.

## Применение
Геотехнический мониторинг может потребоваться в следующих случаях:
- Плотины [5]
- Дороги
- Туннели
- Мосты и виадуки
- Высотные и исторические здания [6]
- Фонды
- Строительные площадки
- Горное дело [7]
- Оползневые районы [2]
- Вулканы
- Населенные пункты
- Зоны землетрясений

## Методы

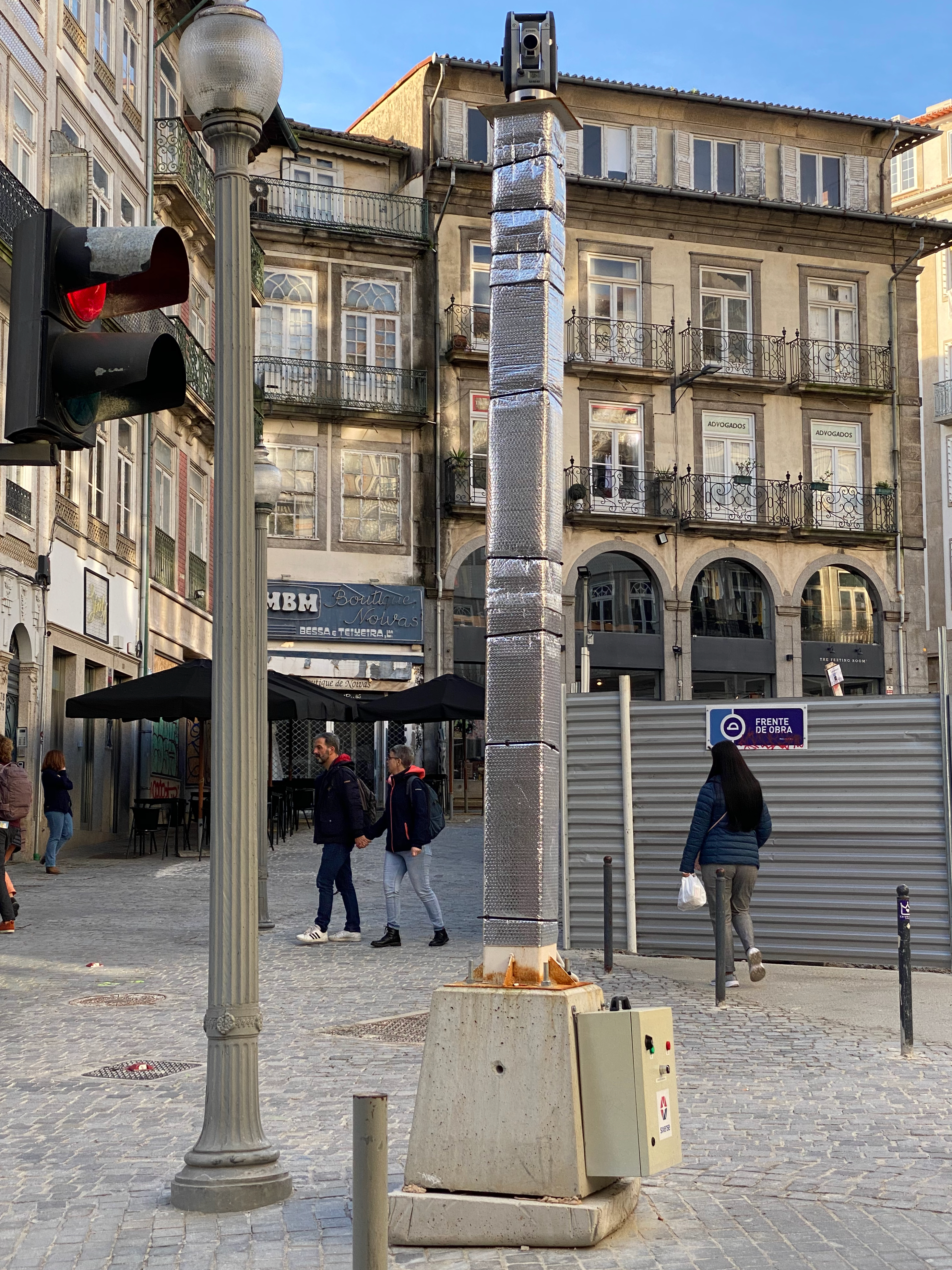
Устройство автоматического контроля деформации на строительной площадке метро Порту

Контроль деформации может быть ручным или автоматическим. Ручной контроль деформации — это работа датчиков или приборов вручную или ручная загрузка собранных данных с приборов контроля деформации. Автоматический контроль деформации группы программно-аппаратных элементов контроля деформации, которые после настройки не требуют участия человека для функционирования.
Обратите внимание, что анализ деформации и интерпретация данных, собранных системой мониторинга, не включены в это определение.
Для автоматизированного мониторинга деформации требуется связь инструментов с базовой станцией. Используемые методы коммуникации включают в себя:
- Кабель передачи ( RS-232, RS-485, оптоволокно )
- Локальная сеть ( LAN )
- Беспроводная локальная сеть ( WLAN )
- Мобильная связь ( GSM, GPRS, UMTS )
- WiMax

## Регулярность
Периодичность контроля и временной интервал измерений необходимо учитывать в зависимости от приложения и объекта контроля. Объекты могут подвергаться как быстрому, высокочастотному движению, так и медленному, постепенному движению. Например, мост может колебаться с периодом в несколько секунд из-за влияния транспорта и ветра, а также постепенно смещаться из-за тектонических изменений.
- Периодичность : варьируется от дней, недель или лет для ручного мониторинга до непрерывной для автоматических систем мониторинга.
- Интервал измерения : от долей секунды до часов.

## Анализ деформации
Анализ деформации связан с определением того, является ли измеренное смещение достаточно значительным, чтобы гарантировать реакцию. Данные о деформации должны быть проверены на статистическую значимость, а затем сверены с указанными пределами и рассмотрены, чтобы увидеть, не предполагают ли отклонения ниже указанных пределов потенциальные риски.
Программное обеспечение получает данные от датчиков, вычисляет значимые значения измерений, записывает результаты и может уведомлять ответственных лиц в случае превышения порогового значения. Тем не менее, человек-оператор должен принимать взвешенные решения о надлежащем реагировании на перемещение, например, независимая проверка с помощью инспекций на месте, реактивный контроль, такой как структурный ремонт, и аварийное реагирование, такое как процессы отключения, процессы локализации и эвакуация с площадки.

## Смотрите также
- Исследование деформации
- Инженерная геология
- Устойчивость склона
- Мониторинг состояния конструкции